# U-223 (tàu ngầm Đức)
U-223 là một tàu ngầm tấn công  Lớp Type VII thuộc phân lớp Type VIIC được Hải quân Đức Quốc Xã chế tạo trong Chiến tranh Thế giới thứ hai. Nhập biên chế năm 1942, nó đã thực hiện được sáu chuyến tuần tra, đánh chìm hoặc gây tổn thất toàn bộ cho ba tàu buôn với tổng tải trọng 17.526 GRT, đồng thời đánh chìm hoặc gây tổn thất toàn bộ cho hai tàu chiến với tổng tải trọng 3.235 tấn. Trong chuyến tuần tra cuối cùng tại Địa Trung Hải, U-223 bị các tàu chiến Hải quân Hoàng gia Anh phối hợp đánh chìm ở vị trí về phía Bắc Palermo, Sicilia vào ngày 30 tháng 3, 1944.

## Thiết kế và chế tạo

### Thiết kế

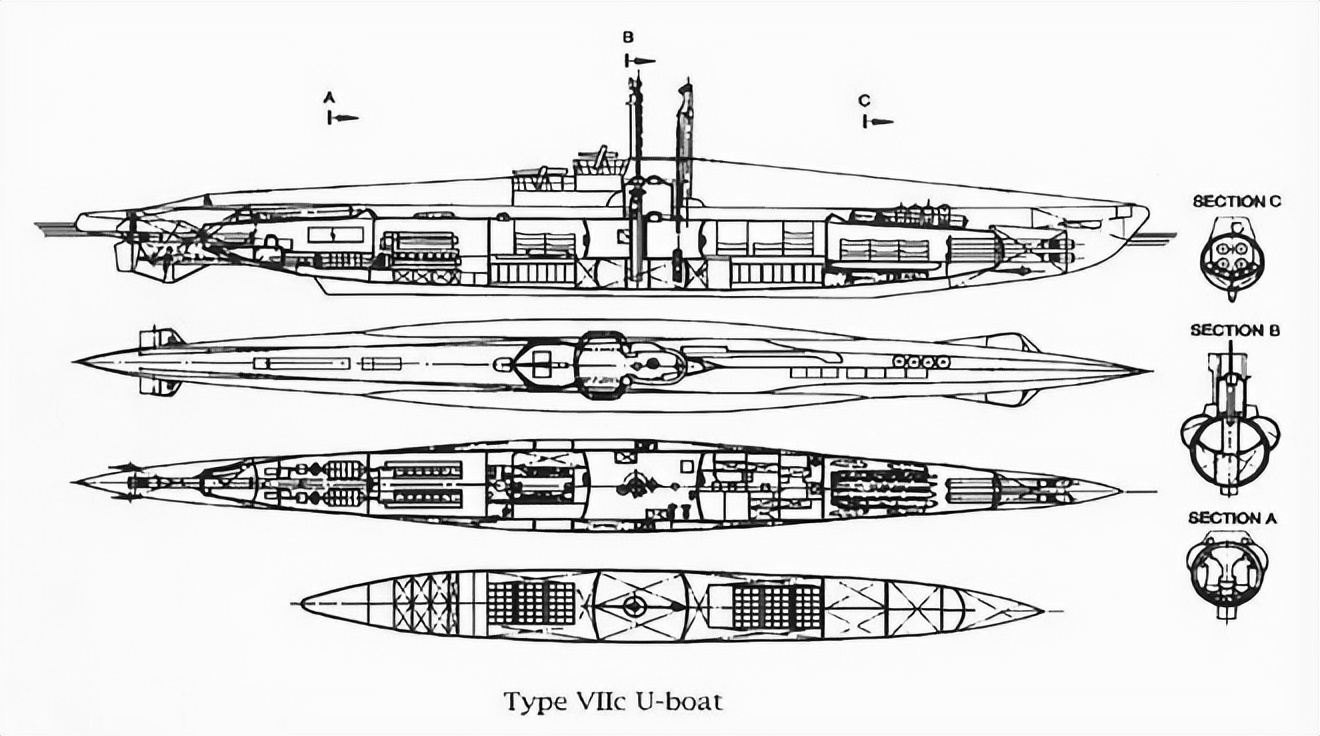
Sơ đồ các mặt cắt một tàu ngầm Type VIIC

Phân lớp VIIC của Tàu ngầm Type VII là một phiên bản VIIB được kéo dài thêm. Chúng có trọng lượng choán nước 769 t (757 tấn Anh) khi nổi và 871 t (857 tấn Anh) khi lặn). Con tàu có chiều dài chung 67,10 m (220 ft 2 in), lớp vỏ trong chịu áp lực dài 50,50 m (165 ft 8 in), mạn tàu rộng 6,20 m (20 ft 4 in), chiều cao 9,60 m (31 ft 6 in) và mớn nước 4,74 m (15 ft 7 in).
Chúng trang bị hai động cơ diesel Germaniawerft F46 siêu tăng áp 6-xy lanh 4 thì, tổng công suất 2.800–3.200 PS (2.100–2.400 kW; 2.800–3.200 bhp), dẫn động hai trục chân vịt đường kính 1,23 m (4,0 ft), cho phép đạt tốc độ tối đa 17,7 kn (32,8 km/h), và tầm hoạt động tối đa 8.500 nmi (15.700 km) khi đi tốc độ đường trường 10 kn (19 km/h). Khi đi ngầm dưới nước, chúng sử dụng hai động cơ/máy phát điện AEG GU 460/8–27 tổng công suất 750 PS (550 kW; 740 shp). Tốc độ tối đa khi lặn là 7,6 kn (14,1 km/h), và tầm hoạt động 80 nmi (150 km) ở tốc độ 4 kn (7,4 km/h). Con tàu có khả năng lặn sâu đến 230 m (750 ft).
Vũ khí trang bị có năm ống phóng ngư lôi 53,3 cm (21 in), bao gồm bốn ống trước mũi và một ống phía đuôi, và mang theo tổng cộng 14 quả ngư lôi, hoặc tối đa 22 quả thủy lôi TMA, hoặc 33 quả TMB. Tàu ngầm Type VIIC bố trí một hải pháo 8,8 cm SK C/35 cùng một pháo phòng không 2 cm (0,79 in) trên boong tàu. Thủy thủ đoàn bao gồm 4 sĩ quan và 40-56 thủy thủ.

### Chế tạo
U-223 được đặt hàng vào ngày 15 tháng 8, 1940, và được đặt lườn tại xưởng tàu của hãng Friedrich Krupp Germaniawerft tại Kiel vào ngày 15 tháng 7, 1941. Nó được hạ thủy vào ngày 16 tháng 4, 1942, và nhập biên chế cùng Hải quân Đức Quốc Xã vào ngày 6 tháng 6, 1942 dưới quyền chỉ huy của Hạm trưởng, Đại úy Hải quân Karl-Jürg Wächter.

## Lịch sử hoạt động

### 1943

#### Chuyến tuần tra thứ nhất
U-223 khởi hành từ Kiel vào ngày 12 tháng 1, 1943 cho chuyến tuần tra đầu tiên trong chiến tranh. Nó băng qua khe GIUK giữa quần đảo Faroe và Iceland để đi đến khu vực tuần tra tại Bắc Đại Tây Dương về phía Đông đảo Newfoundland, Canada và phía Nam Greenland. Tại đây vào ngày 3 tháng 2, nó phóng năm quả ngư lôi tấn công Đoàn tàu SG 19 lúc 04 giờ 52 phút, và một quả trúng đích đã đánh chìm tàu chở quân Hoa Kỳ SS Dorchester 5.649 GRT ở vị trí 150 nmi (280 km) về phía Tây mũi Farewell, Greenland, tại tọa độ 59°22′B 48°42′T / 59,367°B 48,7°T.
Đến ngày 23 tháng 2, U-223 tấn công tàu chở dầu Panama Winkler 6.907 GRT, vốn bị tách rời khỏi Đoàn tàu ON 166 sau khi bị hư hại do trúng ngư lôi từ tàu ngầm U-628 trước đó. Hai quả ngư lôi của U-223 trúng đích lúc 09 giờ 51 phút khiến Winkler đắm tại tọa độ 46°48′B 36°18′T / 46,8°B 36,3°T. Trên đường quay trở về Vịnh Biscay, vào ngày 1 tháng 3, U-223 bị một máy bay ném bom  B-17 Flying Fortress thuộc Liên đội 59 Không quân Hoàng gia Anh tấn công với bảy quả mìn sâu được thả xuống. Chiếc tàu ngầm bị hư hại nhẹ, nhưng hỏa lực phòng không của U-223 cũng bắn trúng và gây hư hại cho chiếc B-17. Chiếc tàu ngầm kết thúc chuyến tuần tra và đi đến cảng St. Nazaire bên bờ biển Đại Tây Dương của Pháp đã bị Đức chiếm đóng, đến nơi vào ngày 6 tháng 3.

#### Chuyến tuần tra thứ hai
Trong chuyến tuần tra thứ hai kéo dài từ ngày 15 tháng 4 đến ngày 24 tháng 5, U-223 xuất phát từ St. Nazaire để hoạt động giữa Bắc Đại Tây Dương. Nó bị tàu ngầm Hải quân Hoàng gia Anh HMS Hesperus tấn công bằng mìn sâu vào ngày 11 tháng 5 và buộc phải trồi lên mặt nước, và tiếp tục bị bắn phá, khiến hai thủy thủ của U-223 bị cuốn trôi xuống biển, nhưng một người được tàu ngầm U-359 cứu vớt sau đó. U-223 bị hư hại đến mức không thể lặn, nhưng nó xoay sở quay trở về được đến căn cứ St. Nazaire. Công việc sửa chữa kéo dài cho đến tận tháng 9.

#### Chuyến tuần tra thứ ba
Xuất phát từ căn cứ St. Nazaire vào ngày 14 tháng 9 cho chuyến tuần tra thứ ba, U-223 băng qua eo biển Gibraltar được Hải quân Anh canh phòng nghiêm ngặt vào ngày 26 tháng 9 để tiến vào Địa Trung Hải, và hoạt động dọc bờ biển Bắc Phi ngoài khơi Algeria. Tại đây vào ngày 2 tháng 10, nó tấn công Đoàn tàu KMS 27 ở vị trí gần mũi Ivi, Algeria, và gây hư hại nặng cho chiếc Stanmore 4.970 GRT; chiếc tàu buôn Anh được kéo đến Ténès và cho mắc cạn, nơi nó vỡ làm đôi và được xem là một tổn thất toàn bộ. U-223 kết thúc chuyến tuần tra và đi đến cảng Toulon, Pháp vào ngày 16 tháng 10.

#### Chuyến tuần tra thứ tư
Trong chuyến tuần tra thứ tư kéo dài từ ngày 20 tháng 11 đến ngày 17 tháng 12, cùng xuất phát và kết thúc tại Toulon, U-223 tiếp tục hoạt động tại vùng biển ngoài khơi Algeria. Nó đã gây tổn thất toàn bộ cho chiếc tàu frigate Anh HMS Cuckmere (1.300 tấn) khi tấn công Đoàn tàu KMS 34 ở vị trí ngoài khơi Bougie vào ngày 11 tháng 12. 

### 1944

#### Chuyến tuần tra thứ năm
Lại khởi hành từ cảng Toulon, Pháp vào ngày 19 tháng 1, 1944 cho chuyến tuần tra thứ năm, U-223 chuyển sang hoạt động trong vùng biển Tyrrhenum giữa đảo Sardegna và bán đảo Ý. Nó đã không đánh chìm được mục tiêu nào, và quay trở về cảng Toulon vào ngày 12 tháng 2.

#### Chuyến tuần tra thứ sáu - Bị mất
U-223 khởi hành từ cảng Toulon, Pháp vào ngày 16 tháng 3 cho chuyến tuần tra thứ sáu, cũng là chuyến cuối cùng, để hoạt động tại vùng biển giữa các đảo Sardegna, Sicilia và lục địa Ý. Vào ngày 29 tháng 3, U-223 bị tàu khu trục Anh HMS Ulster phát hiện qua sonar ở vị trí về phía Bắc Palermo. Ulster phối hợp cùng các tàu khu trục HMS Laforey và HMS Tumult tấn công mục tiêu bằng mìn sâu cho đến sáng ngày hôm sau 30 tháng 3, khi U-223 bị hư hại nặng, buộc phải trồi lên mặt nước và tiếp tục bị tấn công bằng hải pháo. Vào lúc này Ulster được thay phiên bởi các tàu khu trục hộ tống HMS Hambledon và HMS Blencathra. U-223 bị đánh chìm tại tọa độ 38°48′B 14°10′Đ / 38,8°B 14,167°Đ; 23 người trong số thành viên thủy thủ đoàn của U-221 đã tử trận, và có 27 người sống sót được cứu vớt và bị bắt làm tù binh chiến tranh. Trước khi đắm, U-223 cũng đã kịp phóng ba quả ngư lôi đánh chìm HMS Laforey (1.935 tấn).

### "Bầy sói" tham gia
U-223 từng tham gia tám bầy sói:
- Haudegen (26 tháng 1 – 2 tháng 2, 1943)
- Nordsturm (2 – 9 tháng 2, 1943)
- Haudegen (9 – 15 tháng 2, 1943)
- Taifun (15 – 20 tháng 2, 1943)
- Amsel (22 tháng 4 – 3 tháng 5, 1943)
- Amsel 2 (3 – 6 tháng 5, 1943)
- Elbe (7 – 10 tháng 5, 1943)
- Elbe 2 (10 – 12 tháng 5, 1943)

### Tóm tắt chiến công
U-223 đã đánh chìm được hai tàu buôn tổng tải trọng 12.556 GRT và một tàu chiến tải trọng 1.935 tấn, đồng thời gây tổn thất toàn bộ cho một tàu buôn 4.970 GRT và một tàu chiến 1.300 tấn:
| Ngày              | Tên tàu      | Quốc tịch              | Tải trọng | Số phận          |
| ----------------- | ------------ | ---------------------- | --------- | ---------------- |
| 3 tháng 2, 1943   | Dorchester   | United States          | 5.649     | Bị đánh chìm     |
| 23 tháng 2, 1943  | Winkler      | Panama                 | 6.907     | Bị đánh chìm     |
| 2 tháng 10, 1943  | Stanmore     | United Kingdom         | 4.970     | Tổn thất toàn bộ |
| 11 tháng 12, 1943 | HMS Cuckmere | Hải quân Hoàng gia Anh | 1.300     | Tổn thất toàn bộ |
| 30 tháng 3, 1944  | HMS Laforey  | Hải quân Hoàng gia Anh | 1.935     | Bị đánh chìm     |